# Бейкулешть
Бейкулешть, Бейкулешті (рум. Băiculești) — село у повіті Арджеш в Румунії. Адміністративний центр комуни Бейкулешть.
Село розташоване на відстані 131 км на північний захід від Бухареста, 27 км на північний захід від Пітешть, 108 км на північний схід від Крайови, 97 км на південний захід від Брашова.

## Населення
За даними перепису населення 2002 року у селі проживали 582 особи.
Національний склад населення села:
| Національність | Кількість осіб | Відсоток |
| -------------- | -------------- | -------- |
| румуни         | 570            | 97,9%    |
| цигани         | 12             | 2,1%     |

Рідною мовою назвали:
| Мова      | Кількість осіб | Відсоток |
| --------- | -------------- | -------- |
| румунська | 570            | 97,9%    |
| циганська | 12             | 2,1%     |